# Emilia Komarnicka
Emilia Komarnicka (ur. 24 czerwca 1985 w Brzegu) – polska aktorka i wokalistka.

## Życiorys
Jest wnuczką Zbigniewa Komarnickiego, działacza kulturalnego i społecznego w Białej. Wychowywała się w Brzegu. W dzieciństwie zaczęła występować na scenach amatorskich zespołów wokalnych i tanecznych. W 2008 ukończyła studia na wydziale aktorskim Państwowej Wyższej Szkoły Filmowej, Telewizyjnej i Teatralnej im. Leona Schillera w Łodzi oraz Państwowe Studium Choreograficzne na kierunku taniec współczesny.
W 2008 za rolę Katariny w przedstawieniu Z życia marionetek zdobyła drugą nagrodę Ministra Kultury i Dziedzictwa Narodowego na 26. Festiwalu Szkół Teatralnych w Łodzi W latach 2008–2014 była aktorką Teatru Wybrzeże w Gdańsku, a od 2014 występuje w Teatrze Ateneum w Warszawie. Występowała także w spektaklach Teatru Telewizji, przy czym była producentką wykonawczą spektakli: Zemsta i Ziemia uderzyła o piłkę. Jest współautorką programów dokumentalnych: Nienasyceni i Urodzeni artyści. 
Zagrała w popularnych serialach telewizyjnych: Ranczo oraz Na dobre i na złe. Jesienią 2019 zajęła drugie miejsce w finale 12. edycji programu rozrywkowego Twoja twarz brzmi znajomo w telewizji Polsat.
Jest wokalistką. Wystąpiła na Krajowym Festiwalu Piosenki Polskiej w Opolu (2019, 2020, 2024) i śpiewała na wielu koncertach telewizyjnych.
Wraz ze Stefano Terrazzino i Sarą Janicką współtworzyła spektakl Kto ma Klucz, w którym wciela się w rolę Kobiety. Napisała książki dla dzieci: „Cieszę się, że jesteś” i „Czuję, że żyję”.

## Życie prywatne
12 sierpnia 2017 poślubiła aktora Redbada Klijnstrę. Mają dwóch synów: Kosmę (ur. 9 maja 2018) i Tymoteusza (ur. 2020).

## Filmografia

### Filmy
- 2008: Teraz i zawsze jako Marta
- 2011: Och, Karol 2 jako Ania, asystentka Karola
- 2011: Okupacja jako Magda
- 2011: 80 milionów jako Natalia, funkcjonariuszka SB udająca francuską dziennikarkę polskiego pochodzenia
- 2013: Jutro Cię usłyszę jako Natalia
- 2019: Niepokonany. Opowieść o generale Stanisławie Maczku jako Simone Brugge

### Seriale telewizyjne
- 2007: U Pana Boga w ogródku jako panna młoda (odc. 5)
- 2008: Kryminalni jako Marta, siostra Romana (odc. 97)
- 2008–2017, od 2019: Na dobre i na złe jako lekarz Agata Woźnicka
- 2009: Ojciec Mateusz jako Paulina, dziewczyna Raszida (odc. 24 Islamska żona)
- 2012: Komisarz Alex jako Marta Gajewska (odc. 12)
- 2012: Prawo Agaty jako Ola (odc. 17)
- 2013–2016: Ranczo jako Monika Korczab (odc. 79–86, 88, 90, 93–96, 98, 100–109, 113, 115–119, 126)
- 2015: Nie rób scen jako Magda (odc. 11)
- 2018: Wojenne dziewczyny jako Lewczyńska (odc. 10–12)

### Teatry Telewizji
- 2018: Rio[21] Marka Kochana, reż. Redbad Klynstra, jako Pani
- 2019: Ziemia uderzyła o piłkę[22], reż. Grzegorz Jankowski, producent wykonawczy
- 2020: Duet, czyli recepta na miłość[23], reż. Adam Sajnuk, jako Anka
- 2020: Zemsta[24], reż. Redbad Klynstra, producent wykonawczy

Źródło: Filmpolski.pl.

## Role teatralne
- 2007: Z życia marionetek Ingmara Bergmana, Teatr Studyjny PWSFTviT Łódź, reż. Jan Maciejowski – jako Katarina[1]
- 2008: A Chorus Line Marvina Hamlischa, Teatr Muzyczny Capitol we Wrocławiu, reż. Mitzi Hamilton – jako Val[25]
- 2008: Słodki ptak młodości Tennessee Williamsa, Teatr Wybrzeże w Gdańsku, reż. Grzegorz Wiśniewski – jako Heavenly Finley[26]
- 2008: Wiele hałasu o nic Williama Szekspira, Teatr Wybrzeże w Gdańsku, reż. Adam Orzechowski – jako Hero[27]
- 2011: Pan Tadeusz Adama Mickiewicza, Teatr Wybrzeże w Gdańsku, reż. Jarosław Tumidajski – jako Chór/Zosia[28][29][30]
- 2011: Na początku był dom Doris Lessing, Teatr Wybrzeże w Gdańsku, reż. Anna Augustynowicz – jako Rosemary[31]
- 2014: Niech no tylko zakwitną jabłonie Agnieszki Osieckiej, Teatr Ateneum w Warszawie, reż. Wojciech Kościelniak – jako Buba/Zuzanna Reakcjonistka[32]
- 2014: Kolacja dla głupca Francisa Vebera, Teatr Ateneum w Warszawie, reż. Wojciech Adamczyk – jako Marlene[33]
- 2015: Nic się nie stało Wacława Holewińskiego, teatr Ateneum w Warszawie, reż. Barbara Wiśniewska – jako Magda S.[34]
- 2014: Kariera Nikodema Dyzmy jako Nina (Teatr Syrena w Warszawie, reż. Wojciech Kościelniak, 2014)[35]
- 2015: Rzeźnia Sławomira Mrożka, Teatr Ateneum w Warszawie, reż Artur Tyszkiewicz – jako Flecistka
- 2015: Małe zbrodnie małżeńskie E.E. Schmitta, Mazowiecki Instytut Teatralny, reż Marek Pasieczny – jako Lisa (w dublurze z Katarzyną Herman)
- 2019: Łowca, reż. Wojciech Urbański, Teatr Ateneum w Warszawie – jako Judyta[36]
- 2022: Alicja w krainie snów Małgorzaty Sikorskiej-Miszczuk i Wawrzyńca Kostrzewskiego, Teatr Ateneum w Warszawie, reż. Wawrzyniec Kostrzewski – jako Księżna[37]
- 2023: Kto ma klucz, współautorka spektaklu oraz w roli Kobiety[38]
- 2024: Napis Géralda Sibleyrasa, Teatr Ateneum w Warszawie, reż. Artur Tyszkiewicz – jako Pani Cholley[39]